# Ильин, Лев Дмитриевич
Лев Дмитриевич Ильин (22 февраля 1896 года, город Ефремов, ныне Тульская область — 3 августа 1970 года, Новочеркасск, Ростовская область) — советский военный деятель, генерал-майор (9 ноября 1941 года).

## Начальная биография
Лев Дмитриевич Ильин родился 22 февраля 1896 года в городе Ефремов ныне Тульской области.

## Военная служба

### Первая мировая и гражданская войны
В 1916 году призван в ряды Русской императорской армии. В марте 1918 года был демобилизован из рядов армии в чине унтер-офицера, тогда же вступил красногвардейцем в конный отряд Новожилова. В августе того же года призван в ряды РККА и направлен в 3-й Московский кавалерийский полк (Московская кавалерийская дивизия, 11-я армия), где служил на должностях младшего командира, командира взвода и начальника пулемётной команды и принимал участие в боевых действиях на Южном и Восточном фронтах.

### Межвоенное время
После окончания войны Ильин командовал взводом в составе 59-го кавалерийского полка (12-я кавалерийская дивизия), в январе 1922 года назначен на должность помощника командира эскадрона Вознесенского кавалерийского полка (Отдельная Кавказская кавалерийская бригада), а с января 1923 года служил на должностях командира пулемётного эскадрона, помощника командира по строевой части 3-го Кавказского кавалерийского полка и помощника командира 66-го Кавказского кавалерийского полка.
В августе 1926 года Ильин направлен на учёбу на Новочеркасские кавалерийские курсы усовершенствования командного состава по отделению старшего начсостава, после окончания которых в сентябре того же года назначен на должность коменданта Военного трибунала Кавказской Краснознамённой армии. В августе 1927 года направлен в 12-ю кавалерийскую дивизию и назначен на должность помощника командира по хозяйственной части 69-го Уманского кавалерийского полка, в декабре 1929 года — на должность начальника штаба 93-го кавалерийского полка, а в ноябре 1931 года — на должность командира 67-го кавалерийского полка.
В июле 1936 года назначен на должность командира 123-го казачьего мотополка (13-я Донская казачья дивизия, Северокавказский военный округ), в июле 1938 года — на должность командира 39-го кавалерийского полка (3-я отдельная кавалерийская бригада), в ноябре 1939 года — на должность командира 149-го кавалерийского полка (12-я кавалерийская дивизия), а в декабре 1940 года — на должность заместителя командира 175-й стрелковой дивизии.

### Великая Отечественная война
С началом войны временно исполнял должность командира 175-й стрелковой дивизии в составе 37-й армии (Юго-Западный фронт). В конце июля 1941 года после возвращении командира дивизии Ильин был направлен в распоряжение Военного совета Северокавказского военного округа, где назначен на должность командира 15-го запасного кавалерийского полка, находясь на которой, занимался формированием запасных частей в Ставропольском гарнизоне. В августе того же года назначен на должность командира 56-й кавалерийской дивизии резерва Ставки Верховного Главнокомандования. В ноябре дивизия была включена в состав 37-й армии, после чего принимала участие в боевых действиях в ходе Ростовской наступательной операции, а также в освобождении Ростова-на-Дону. За успешное выполнение боевых задач Лев Дмитриевич Ильин был награждён орденом Красного Знамени.
В марте 1942 года назначен на должность командира 64-й кавалерийской дивизии, в июне — на должность командира 18-го кавалерийского корпуса (1-я Краснознамённая армия, Дальневосточный фронт). С ноября того же года генерал-майор Ильин последовательно назначался на должности инспектора кавалерии Донского, Центрального и 1-го Белорусского фронтов, находясь на которых, принимал участие в боевых действиях в ходе Сталинградской и Курской битв, а также Черниговско-Припятской, Рогачёвско-Жлобинской, Белорусской, Висло-Одерской и Берлинской наступательных операциях.

### Послевоенная карьера
В мае 1945 года назначен на должность инспектора кавалерии Группы советских войск в Германии, в августе 1947 года — на должность начальника Управления Забайкальскими военно-конными заводами, а в мае 1949 года — на должность Кемеровского областного военного комиссара.
Генерал-майор Лев Дмитриевич Ильин в январе 1956 года вышел в отставку. Умер 3 августа 1970 года в Новочеркасске Ростовской области.

## Награды
- Орден Ленина;
- Три ордена Красного Знамени;
  - Указом Президиума Верховного Совета СССР «О награждении орденами генералов, офицерского, сержантского и рядового состава Красной Армии» от 15 января 1944 года «за образцовое выполнение боевых заданий командования на фронте борьбы с немецкими захватчиками и проявленные при этом доблесть и мужество»[1]
- Два ордена Кутузова 2 степени;
- Орден Красной Звезды;
- Медали;
- иностранные орден и медали.